# Атта-хаміті-Іншушинак
Атта-хаміті-Іншушинак (д/н — 648 до н. е.) — співцар Еламу близько 653—648 років до н. е. В ассирійських джерелах відомий як Аттамету.

## Життєпис
Походив з династії Хумбан-тахрідів. Син царя Хумбан-Халташа II. Ймовірно 675 року до н. е. на момент смерті батька був досить малим, тому владу захопив стрийко Уртаґу. 664 року до н. е. після смерті останнього його родич Темпті-Хумбан-Іншушинак з метою захопити владу в усьому Еламі, вирішив убити синів свого попередника, а також Атта-хаміті-Іншушинак з його рідним братом. Тому вони втекли разом до Ассирії, де отримали прихисток від царя Ашшурбанапала.
Мешкав при ассирійському дворі до 653 року до н. е., коли Ашшурбанапал переміг Темпті-Хумбан-Іншушинака, захопивши Елам. За цим було розділено Елам між братами Таммаріту I і Хумбан-нікаш II, як і отримали більшу частину Еламу. Атта-хаміті-Іншушинаку дісталося місто Аншан з областю. Усі вони визнали зверхність ассирійського царя.
Більшість відомостей про нього відсутня, оскільки він переважно перебував на сході Еламу. тут на момент його сходження на трон еламіти опинилися в складній ситуації. 654/653 року до н. е. скіфи на чолі із царем Мадієм завдали поразки Мідії, внаслідок чого перські племена на чолі із Теіспом звільнилися та поновили збройну активність на еламітських землях.
Ймовірно до 649 року до н. е. Атта-хаміті-Іншушинак змінив своє становище. 648 року до н. е. скористався повстанням проти царя Індабібі, захопивши Сузи. Але того ж року помер. Йому спадкував син Хумбан-Халташ III.
Від часу його правління дійшло кілька фрагментів його написів і навіть його зображення на одній зі стел, що погано збереглося. На цій стелі Атта-хаміті-Іншушинак стверджує, що він любив Сузи і його жителів й тому спорудив стелу.